# Jean-Michel Javaux

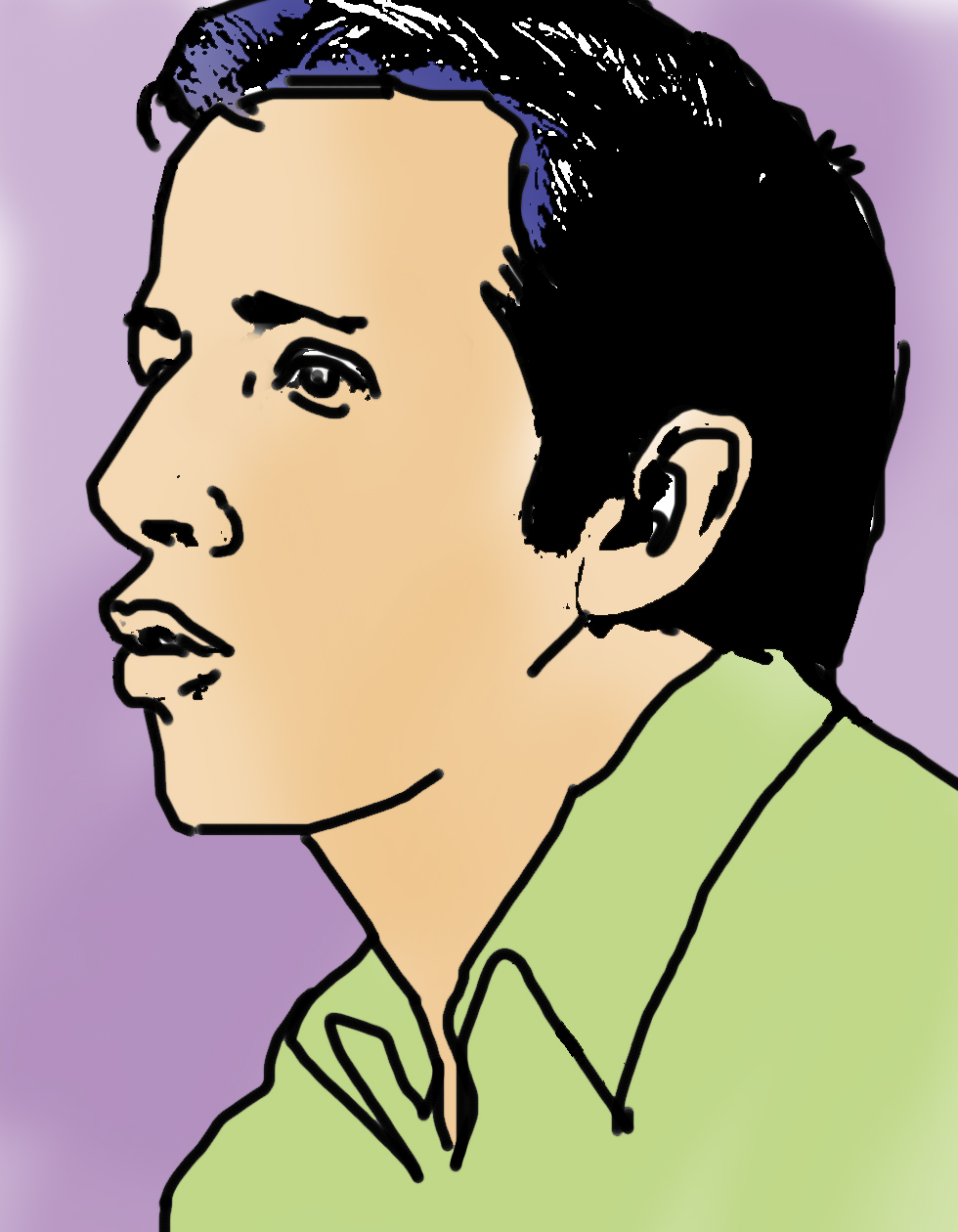
Jean-Michel Javaux

Jean-Michel Javaux (Luik, 24 november 1967) is een Franstalig Belgisch politicus in de partij Ecolo en burgemeester van Amay.

## Levensloop
Hij behaalde in 1990 een licentiaat in de politieke wetenschappen (optie internationale betrekkingen) aan de Université libre de Bruxelles (ULB). Daarna behaalde hij in 1991 nog een Master in de politieke wetenschappen aan de universiteit van Hull en in 1993 een diploma aan de High School van Fillmore in de staat New York. Hij ging in 1994 als exportverantwoordelijke werken bij een kmo in de provincie Brabant.
Javaux sloot zich aan bij Ecolo en werd in oktober 1994 voor de partij verkozen in de gemeenteraad van Amay, waar hij fractieleider voor Ecolo was. Van 1995 tot 1999 was hij tevens parlementair medewerker van Kamerlid Martine Schüttringer. Hij werd tevens actief in de vzw Jeunesse et Écologie en was van maart 1997 tot juli 1999 voorzitter van de Franstalige jeugdraad CJEF.
In juni 1999 werd Javaux voor het arrondissement Hoei-Borgworm verkozen in het Waals Parlement en het Parlement van de Franse Gemeenschap.  Conform de statuten van zijn partij nam hij vervolgens ontslag uit de gemeenteraad van Amay. In het Waals Parlement was hij van 1999 tot 2003 voorzitter van de commissie Binnenlandse Aangelegenheden en Ambtenarenzaken.
Na de zware verkiezingsnederlaag van Ecolo bij de federale verkiezingen van mei 2003 werkte Javaux mee aan de interne vernieuwing van de partij. Hij werd in juli 2003 met Evelyne Huytebroeck en Claude Brouir verkozen tot federaal secretaris van de partij en nam hierdoor ontslag als parlementslid. Hij bleef de partij leiden tot in maart 2012, vanaf juli 2004 aan de zijde van Isabelle Durant en Claude Brouir. In oktober 2007 werden Durant en Javaux gepromoveerd tot covoorzitters van de partij en vanaf november 2009 bestuurde Javaux de partij in duo met Sarah Turine.
Als partijleider liet Javaux Ecolo een pragmatischere koers varen en de partij opnieuw aansluiten bij successen bij de lokale verkiezingen van 2006, de federale verkiezingen van 2007 en 2010 en de regionale verkiezingen van 2009. Na deze regionale verkiezingen loodste hij Ecolo in de Waalse Regering en de Franse Gemeenschapsregering en na de verkiezingen van 2010 nam hij deel aan de lange onderhandelingen over een staatshervorming die in oktober 2011 resulteerden in het Vlinderakkoord, dat Ecolo vervolgens vanuit  de oppositie ondersteunde. In maart 2012 stelde Javaux zich geen kandidaat meer voor een nieuwe termijn als Ecolo-voorzitter. Javaux en zijn covoorzitter Sarah Turine werden toen opgevolgd door Olivier Deleuze en Emily Hoyos.
Bij de gemeenteraadsverkiezingen van oktober 2006 voerde Javaux de Ecolo-lijst aan in Amay. De partij behaalde 43 procent van de stemmen en 11 zetels en behaalde meer zetels dan de Parti Socialiste met als boegbeeld Christophe Collignon, de zoon van uittredend burgemeester Robert Collignon. Javaux werd bijgevolg burgemeester van de gemeente en oefent het mandaat nog steeds uit.
Na zijn Ecolo-voorzitterschap nam Javaux verschillende bestuursmandaten op. Hij was van juni 2012 tot oktober 2013 bestuurder bij het energiebedrijf Lampiris en vanaf juni 2013 bestuurder en lid van de beheerraad van het ziekenhuis van Hoei. Ook werd hij in maart 2013 voorzitter van de raad van bestuur van het investeringsfonds Meusinvest/Noshaq en dezelfde maand ondervoorzitter van de Waalse Vereniging van Steden en Gemeenten.
Javaux bleef achter de schermen invloed uitoefenen in de instanties van Ecolo. Voor de federale verkiezingen van juni 2024 duwde hij in de kieskring Luik de Ecolo-lijst voor de Kamer, maar hij werd niet verkozen.
Jean-Michel Javaux was van 2006 tot 2009 ook bestuurslid van de ULB.

## Publicatie
In 2007, bij de kiescampagne voor de federale verkiezingen schreef hij ook een boek: "Merci pour vos enfants! Réussir la transition écologique". Jacky Morael, zijn politieke vader, schreef het voorwoord.

## Trivia
In 2010 nam hij deel aan het tv-programma De Slimste Mens ter Wereld, waar hij er in zijn eerste deelname werd uitgeschakeld na een finale tegen de K3-zangeres Karen Damen.